# ISOFIX

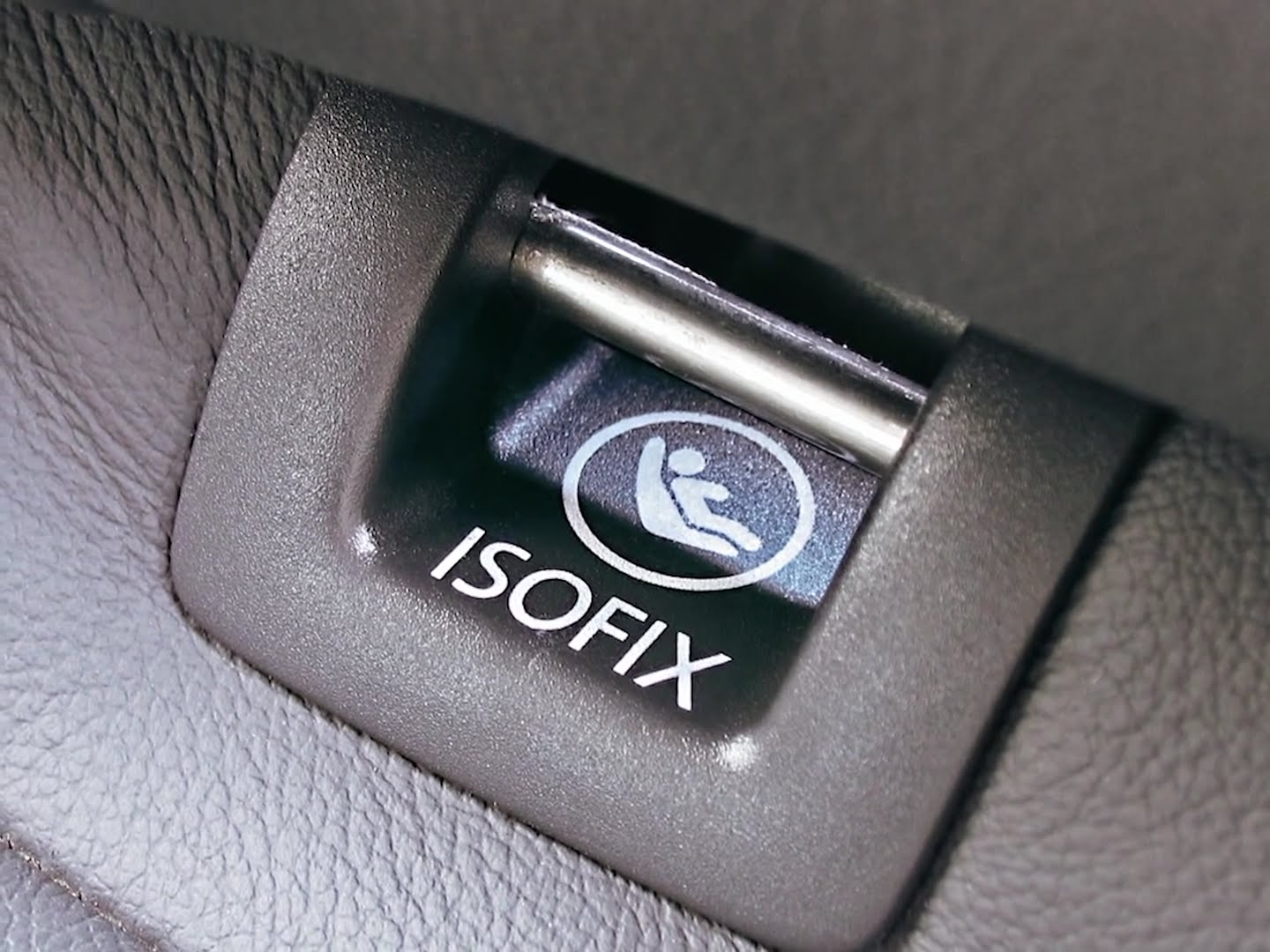
ISOFIXのマーク

ISOFIX（アイソフィックス、イソフィックス、アイエスオー・フィックス）とは、自動車の座席にチャイルドシートを固定する方式の国際標準規格。日本ではISO-FIXの表記も見られる。アメリカ合衆国では、LATCH ("Lower Anchors and Tethers for Children") と表記。
チャイルドシートの固定にはシートベルトを使うが、誤使用により固定が図られず事故が多発していることから設けられた。
現在は2003年に採用された欧州委員会の規格が反映されている。
チャイルドシートを自動車の取付具2個とそれに対応するチャイルドシートの取付具2個、及びピッチ回転を制限するための手段に接続するためのシステム。
7つのサイズ等級に分かれている。

## 固定方法

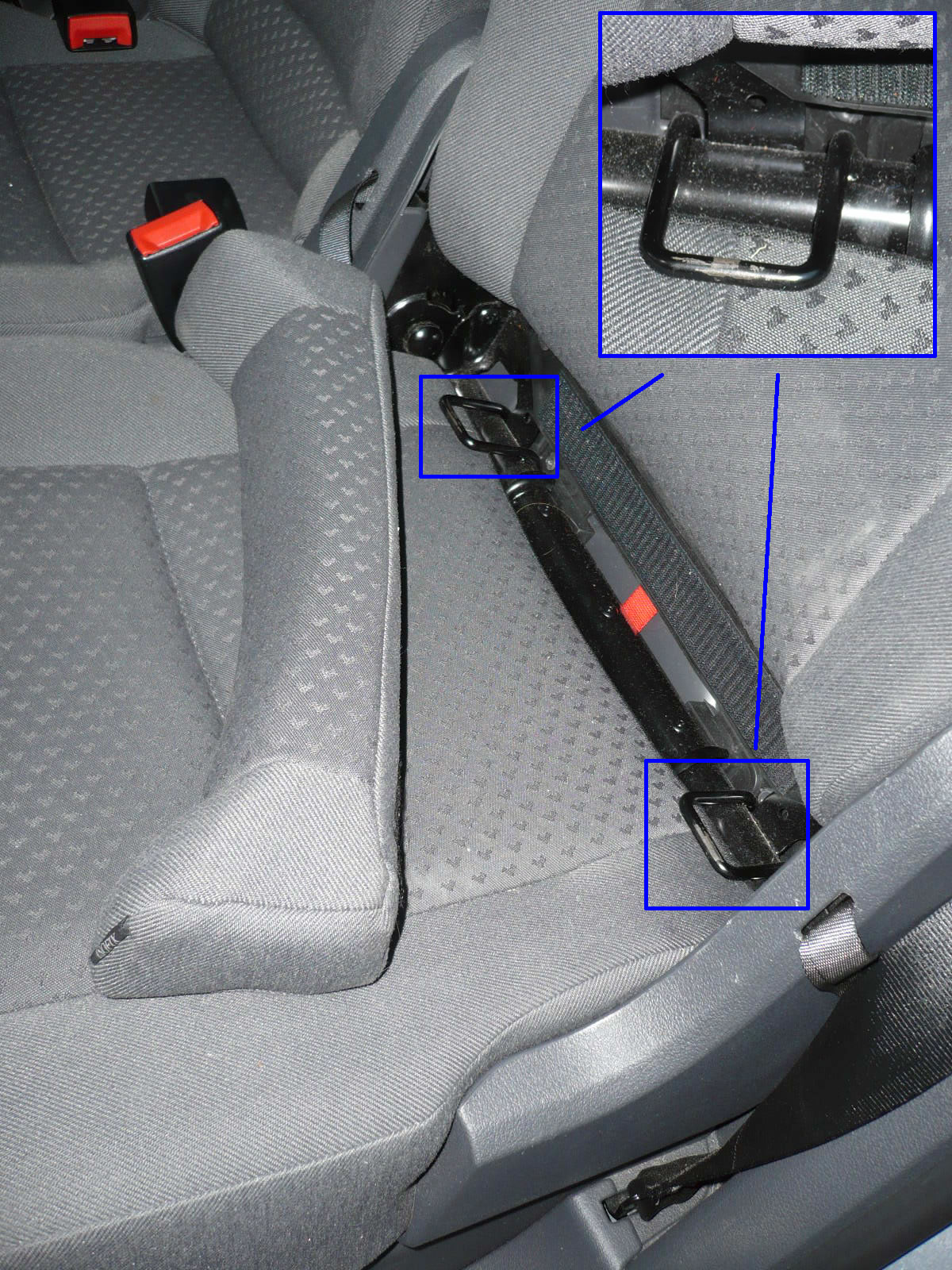
ロアアンカレッジ

ロアアンカレッジと呼ばれる座席の取付具にチャイルドシートのコネクタを接続、固定する。
加えて、汎用規格ではトップテザーと呼ばれるストラップでチャイルドシートをトップテザーアンカレッジに固定する。
準汎用規格では脚部を固定することでも代用可能。

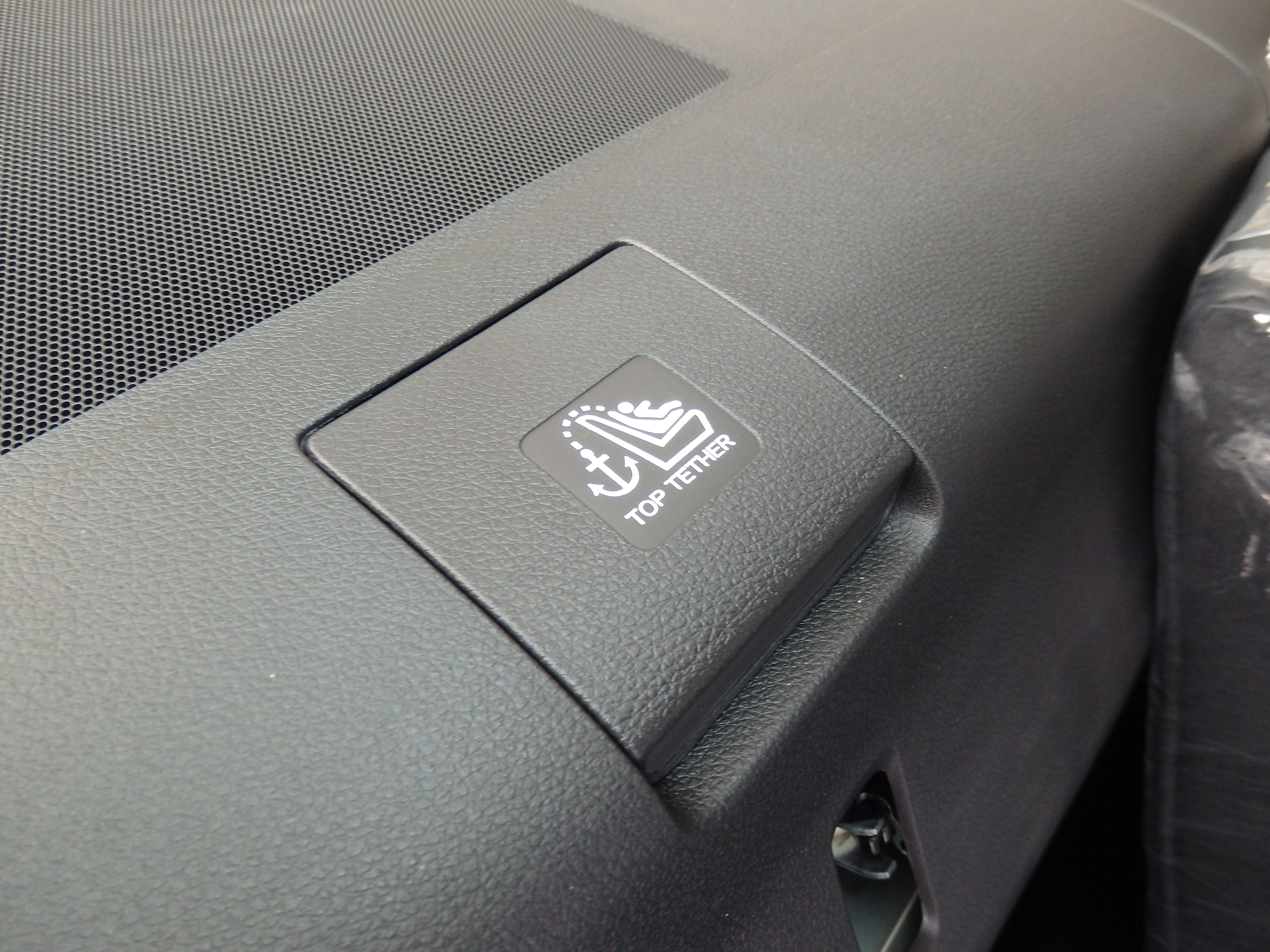
トップテザーアンカレッジ 収納状態
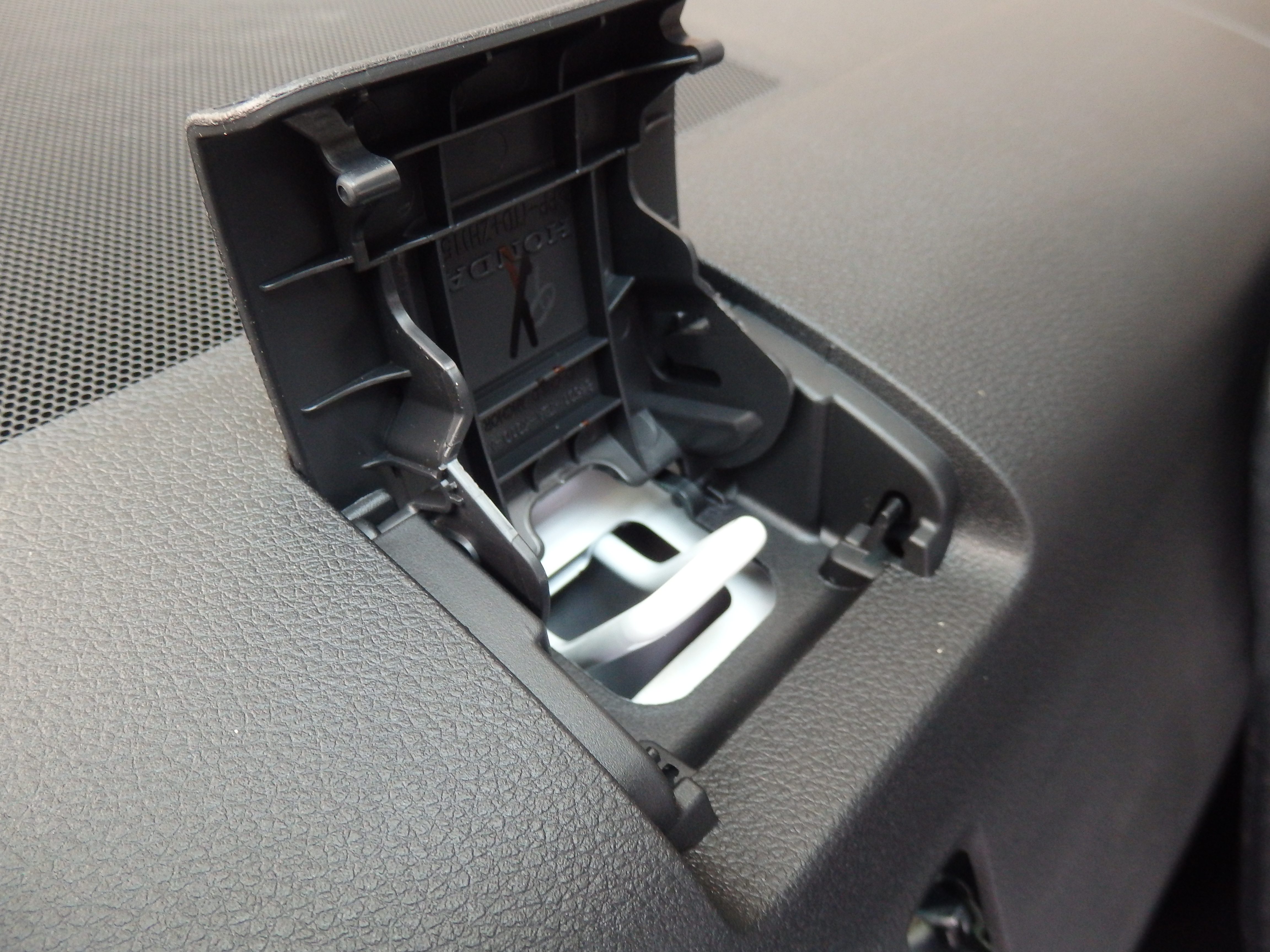
同 展開状態

## サイズ等級
チャイルドシートのサイズと方向別に7の規格がある。（F2のみ2種）
- ISO/L1　左向きキャリコット（寝台式）
- ISO/L2　右向きキャリコット（寝台式）
- ISO/R1　後向き乳児用
- ISO/R2　小型後向き幼児用
- ISO/R3　大型後向き幼児用
- ISO/F2X　低型前向き幼児用
- ISO/F2　低型前向き幼児用
- ISO/F3　全高前向き幼児用

## 規格番号
ISO 13216-1:1999
Road vehicles -- Anchorages in vehicles and attachments to anchorages for child restraint systems -- Part 1: Seat bight anchorages and attachments